# Octavius (skepp)
Octavius var ett spökskepp som troligen bara är en myt, men kan ha varit inspirerad av en verklig händelse. Berättelsen om spökskeppet Octavius handlar om hur ett skepp hittades utanför västra Grönland av valfångstfartyget Herald 11 oktober 1775. Besättningen bordade det antagna övergiva skeppet och hittade hela besättningen från Octavius döda, fast frusna och nästan helt bevarade. Kaptenen hittade man i hytten sittande vid sitt bord med en penna i handen och med loggboken framför sig. I hans hytt fann man även en död kvinna insvept i filtar. Besättningen tog endast loggboken och lämnade sedan fartygen eftersom man var ovilliga att genomsöka skeppet. Sista anteckningen i loggboken var 11 november 1762. Alltså hade fartyget flutit runt i Arktis i 13 år. 

## Bakgrund
Man vet att skeppet Octavius lämnade England 1761 för Orienten och nådde skeppets destination följande år. Kaptenen tog en stor risk och försökte segla hem via Nordvästpassagen och hade oturen att fastna i is norr om Alaska. Sista tecknet på skeppets position var 75°N 160°W, ca 400 km från Barrow. Skeppets sågs aldrig efter att skeppet Herald såg det 1775.